# Stefano Venturelli
Stefano Venturelli (ur. 21 października 1967 w Mediolanie) – włoski judoka. Dwukrotny olimpijczyk. Trzynasty w Seulu 1988 i Barcelonie 1992. Startował w wadze ciężkiej.
Piąty na mistrzostwach świata w 1989; uczestnik zawodów w 1991. Startował w Pucharze Świata w latach 1989, 1991, 1995. Brązowy medalista mistrzostw Europy w 1991, a także igrzysk śródziemnomorskich w 1987 i 1991. Zdobył sześć medali na MŚ wojskowych, w tym złoty w 1986. Drugi na akademickich MŚ w 1990 i 1994; trzeci w 1988 roku.

## Letnie Igrzyska Olimpijskie 1988
| Konkurencja | Eliminacje              | Eliminacje            | Klas. końcowa |
| Konkurencja | Przeciwnik I            | Przeciwnik II         | Miejsce       |
| ----------- | ----------------------- | --------------------- | ------------- |
| +95 kg      | Bu Allam Miludi (ALG) Z | Cho Yong-chul (KOR) P | 13.           |

## Letnie Igrzyska Olimpijskie 1992
| Konkurencja | Eliminacje          | Eliminacje         | Repasaże            | Klas. końcowa |
| Konkurencja | Przeciwnik I        | Przeciwnik II      | Przeciwnik I        | Miejsce       |
| ----------- | ------------------- | ------------------ | ------------------- | ------------- |
| +95 kg      | Ho Yen Chye (SGP) Z | Imre Csősz (HUN) p | Damon Keeve (USA) P | 13.           |